# Benátské malířky

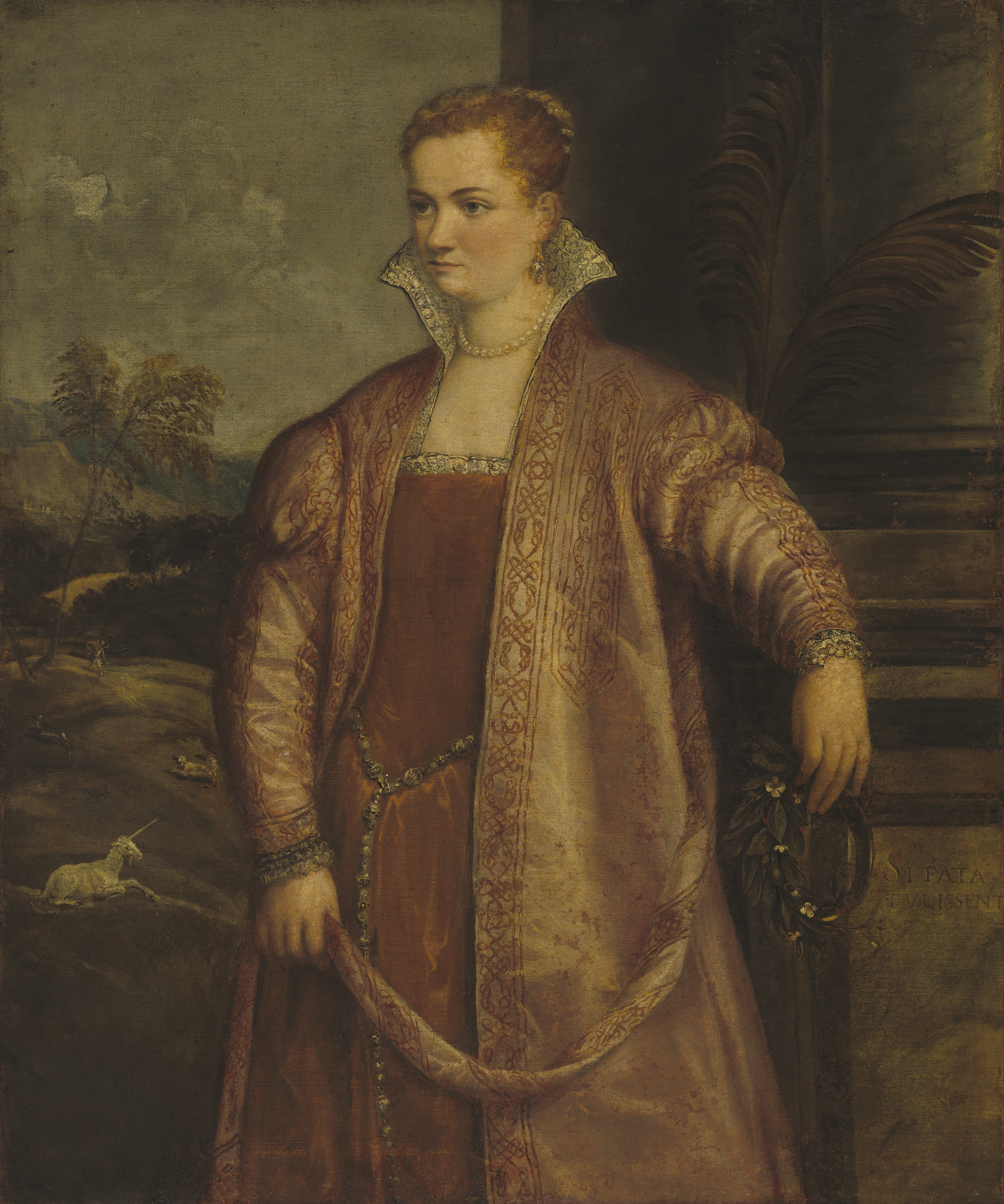
Irene di Spilimbergo (podle Tiziana)

Benátské malířky byly malířky, které měly za učitele, rádce nebo své vzory slavné benátské malíře – Tiziana, Tintoretta, Pellegrina, Piazzetu, Canaletta a Guardiho.
Malířka Rosalba Carriera byla sama učitelkou, ale i rádkyní a vzorem francouzských malířů pastelu. Malířky od renesance po 20. století malovaly obrazy buď náboženské, portréty nebo veduty. Ve své době byly obdivovány návštěvníky Benátek, obchodníky s obrazy, sběrateli i aristokraty. Literáty inspirovaly k oslavným básním, navštěvovali je v ateliéru, život malířek byl inspirací pro jejich dílo. Malířka Giulia Lama byla i básnířkou. Žákyně Carriery, Felicita Sartori, nám zanechala podobizny renesanční benátské básnířky Gaspary Stampy a její velké tragické lásky hraběte Collaltina di Collalto, vytvořené technikou rytiny.

## Renesanční malířky v Benátkách

### Irene di Spilimbergo
Renesanční malířky Irene di Spilimbergo (1540–1559) a Marietta Robusti (1556–1590), patřily mezi osm malířek, které se objevily jako vůbec první malířky v Evropě. Irene se narodila v šlechtickém paláci v městečku Spilimbergo, ležící mezi Pordenone a Udine. Její otec byl vzdělaný hrabě, který dopřál svým dvěma dcerám také vzdělání. Když jí bylo deset let zemřel, a matka poslala dcery na výchovu k příbuzným do Benátek do rodinného Palazzo da Ponte.
O Irene píše Vasari ve své proslulé knize Životy slavných malířů, sochařů a architektů, že byla žačkou Tiziana a vyznala se nejen v literatuře, v hudbě, ale i ve výtvarném umění.Její životopisec potvrzuje, že psala básně a prózu a namalovala tři obrazy. Je známý jen jeden obraz, „San Sebastiano“ v Isole na Istrii. Zemřela náhle v devatenácti letech a „oslavovali ji svým perem skoro všichni italští básníci“ (Vasari). Její život inspiroval i básníky a malíře romantismu.

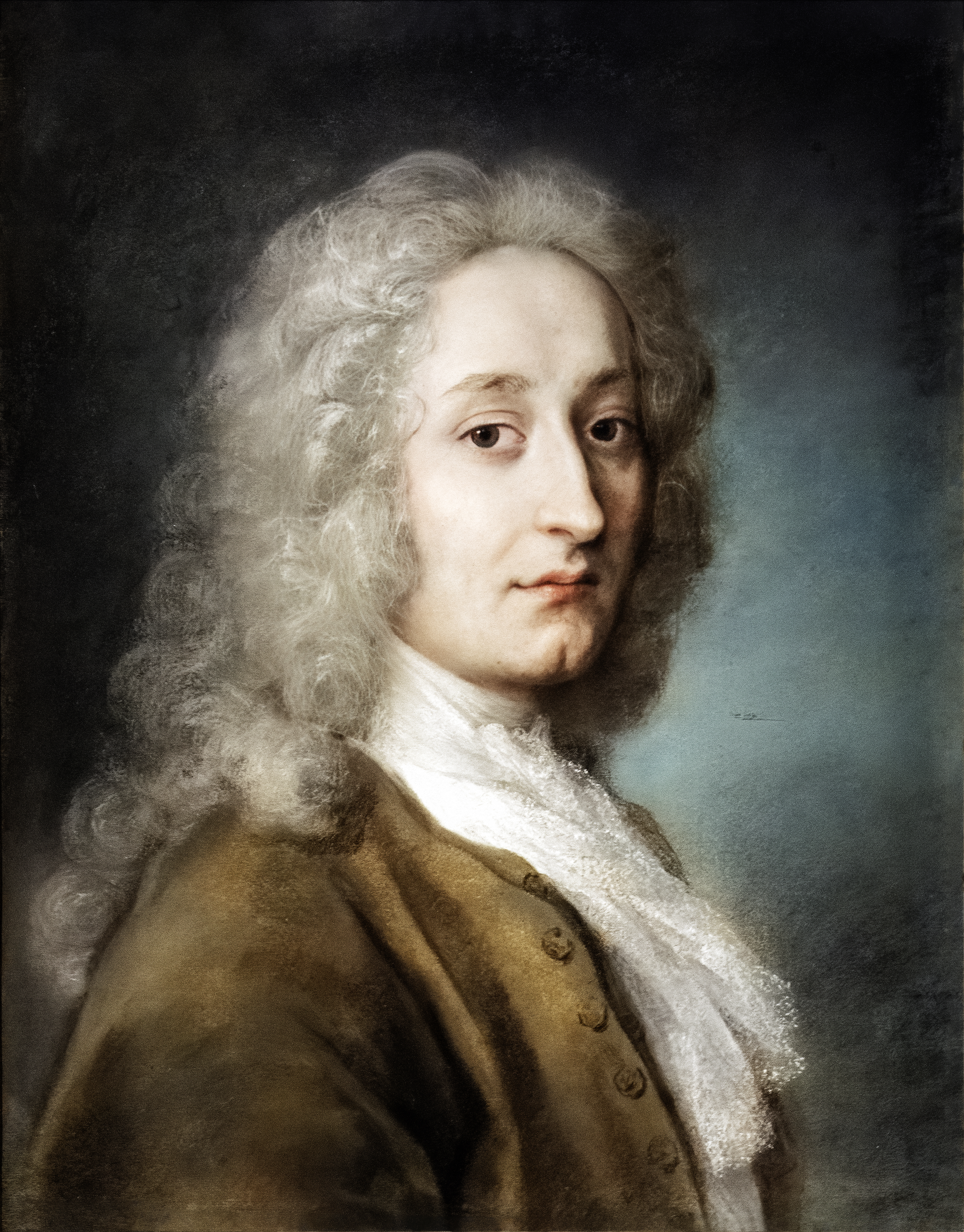
Rosalba Carriera: Portrét A. Watteaua

### Marietta Robusti
Marietta Robusti (1556–1590), která si dala umělecké jméno La Tintoretta, dcera slavného malíře, měla velký talent hudební i malířský. Nejprve se učila malovat v dílně svého otce se dvěma bratry a když si osvojila otcův styl, pomáhala mu zvládat veliké množství zakázek. Ve volném čase se věnovala portrétům, kterými se proslavila tak, že byla pozvána ke dvěma evropským dvorům, aby se stala dvorní malířkou. To jí ale otec nepovolil a vdal ji za benátského zlatníka. Při porodu dítěte zemřela. S tím se Tintoretto nevyrovnal a brzy zemřel. 
Podle životopisce Ridolfiho (1594–1658) Marietta Robusti vytvořila mj. dva obrazy – portrét dědečka s chlapcem a obraz s Jacopem Stradem, dvorním malířem a sběratelem. Namalovala i autoportrét, který je v Uffiziích ve Florencii. Dva portréty vznešených žen, které vytvořila, jsou v obrazárně Prado v Madridu. Její tragický osud se stal inspirací pro spisovatele a malíře. Inspiroval George Sandovou, když byla v Benátkách, nebo francouzského malíře a spisovatele P. Cogneta. Od roku 1574, kdy Tintoretto zakoupil dům (dnes ještě stojící) na Fondamenta dai Mori, žila tu a tvořila. Byla pohřbena v nedalekém kostele Madonna del Orto v rodinné hrobce.

### Malířky portrétů a náboženských obrazů

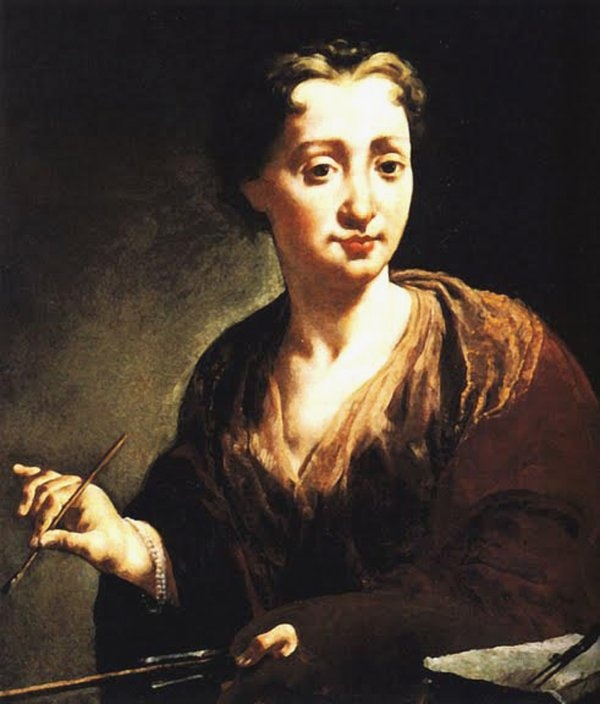
Giulia Lama – Autoportrét

Nejslavnější benátská malířka, Rosalba Carriera, byla první, která v technice pastelem, původně užívané na zběžné kresby, vytvořila mistrovská díla známá po celé Evropě. Rosalba Carriera (1675–1757) se vzdělávala v jazycích, hudbě a měla i malířské nadání. Nejdříve malovala úspěšně miniatury olejem, potom snad na radu svého švagra Pellegriniho zkusila v roce 1700 portrét pastelem a vytvořila první mistrovské dílo v této technice. Nadšení obchodníků s uměním, sběratelů i aristokracie, která zavítala do Benátek, bylo tak velké, že zapojila do svých zakázek i dvě sestry a později i žačky, aby mohla zakázky zvládat. V roce 1700 dostala od francouzského bankéře Crozata pozvání do Paříže. Vytvořila tu mnoho portrétů a mezi malíři, kteří tuto techniku neznali, vzbudila neobyčejné nadšení a předvedla jim ji. Mnoho malířů potom pastelem úspěšně malovalo, např. Quentin de la Tour, malířka Marie Giroust nebo švýcarský malíř Liotard. Seznámila se i s Watteauem a namalovala jeho portrét. Další její cesta do zahraničí vedla do Vídně, kde byla přijata u dvora v roce 1730. Později po dvou neúspěšných operacích očí oslepla. Její pastely jsou v Akademii a muzeu Rezzonica. V Benátkách bydlela na Velkém kanálu v Casa Biondetti vedle muzea Peggy Guggenheimové. Jejími žačkami byly Felicita Sartori a Marianna Carlevaris.
Felicitas Sartori (1714–1760) se v atelieru Rosalby učila miniaturám, pastelu a grafice od čtrnácti let. Vynikala v rytině do mědi a vytvořila ilustrace k několika knihám. Především ke sbírce „Rime“, veršů renesanční básnířky Gaspary Stampy. Tyto básně vydal v roce 1736 hrabě Rambaldo z Collaltů, který vlastnil zámek v Brtnici u Jihlavy. Obě rytiny jsou otištěny v knize brněnského kurátora. V obrazárně v Galerii starých mistrů v Drážďanech je 15 miniatur od Felicitas Sartori.
Marianna Carlevaris (1703–1750) malovala portréty vznešených Benátčanů pastelem. Známé jsou její portréty všech členů rodiny Balbi. Bratr Marianny byl slavný vedutista Luca Carlevarijs. Její obrazy jsou v paláci Rezzonico.
Zatímco Carriera nemusela čelit žádné konkurenci, musela konkurenci malířů náboženských obrazů čelit malířka Giulia Lama.

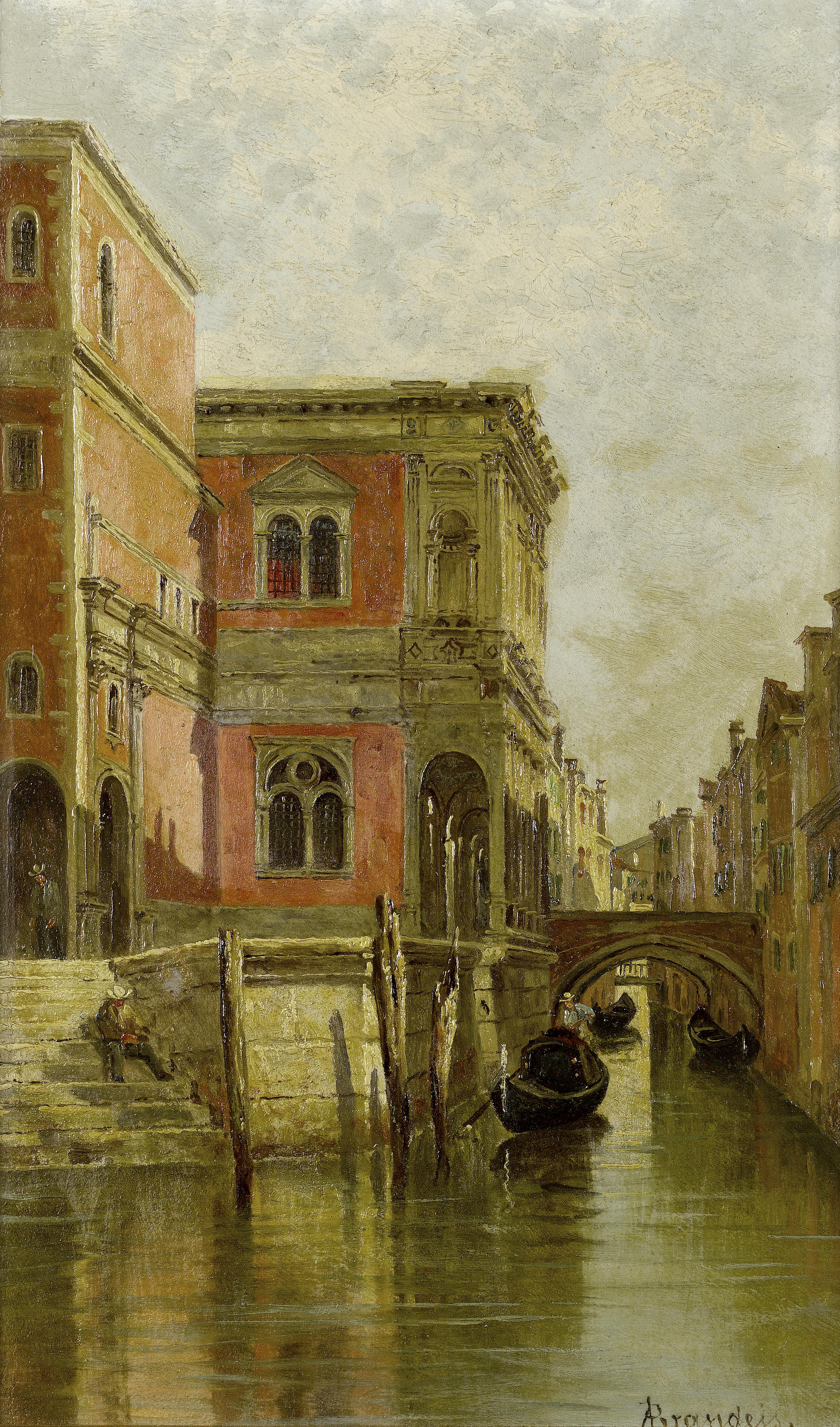
Antonietta Brandejs: Benátský kanál

Giulia Lama (1681–1747) se učila malovat u svého otce a radami jí pomáhal kamarád z dětství, Giambatista Piazzetta. Ten namaloval i její portrét. Velkého obdivovatele měla v matematiku a fyziku opatu Conte Schinellim, který o jejím obraze napsal, že je plný figur, obraz je expresívní a dramatický a stavěl její umění za vyšší, než malbu portrétů. Stěží věděl, že aby mohla takovou malbu namalovat, musela se poučit na spoustě tajně nakreslených aktů. Zanechala jich 200. Část z nich byla vystavena v paláci Rezzonico v roce 2018. Její dílo je v Benátkách v kostele Santa Maria Formoza na hlavním oltáři a v kostele San Vidal. Autoportrét je v Uffizi. V jiném benátském kostele San Panteleon jsou obrazy malířky Elisabetty Lazzarini (1662–1723), kterou učil malovat její bratr. Ten učil malovat i slavného Giambattisty Tiepola. Její nejvýznamnější obraz je v kostele Santa Maria Maddalena.

### Malířky benátských vedut

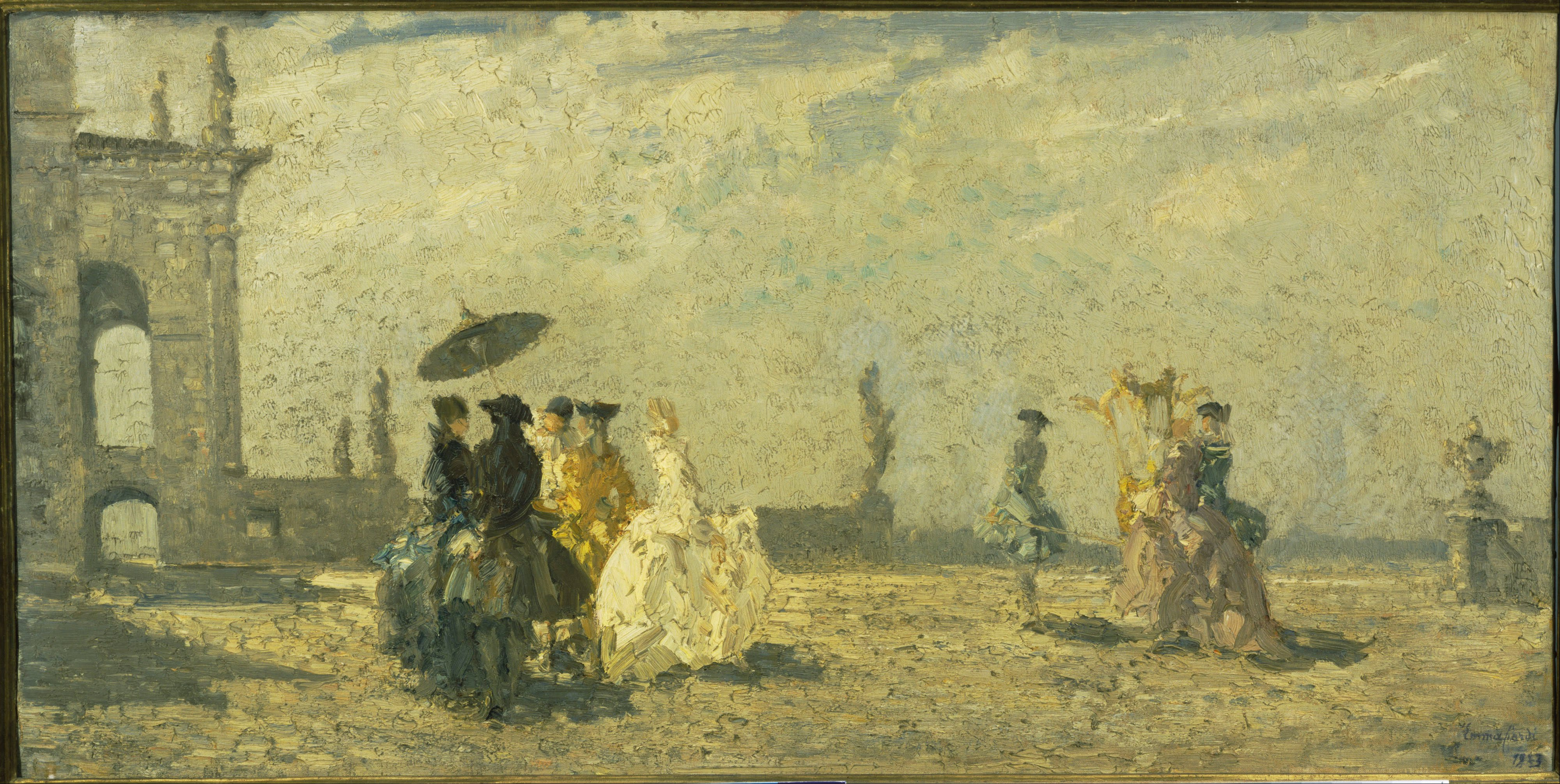
Emma Ciardi: Rendezvous

Na tradiční benátskou malbu vedut navázaly dvě malířky, Antonie Brandeisová (Antonietta Brandeis) a Emma Ciardi.
Antonie Brandeisová (1849–1926) studovala na Akademii krásných umění v Benátkách záhy poté, co se s ní matka a otčím Benátčan odstěhovali z Prahy do Benátek. Studovala velmi úspěšně a ještě při studiích se začala věnovat vedutě. Stala se známou malířkou, která svá díla vystavovala nejen v Itálii, ale i v cizině. Malovala i Florencii nebo Řím, ale největší úspěch měla s obrazy Benátek. Od roku 1906 je posílala k prodeji do Londýna. Čtyři svá díla odkázala Galerii Pitti ve Florencii, další jsou v museu Revoltella v Terstu. Ještě i dnes jsou její obrazy žádané na aukcích.
Emma Ciardi (1879–1933) pocházela z malířské rodiny. Vytvořila si vlastní impresionistický styl, vystavovala v Miláně, Londýně, Paříži, New Yorku. Měla hodně obdivovatelů, mezi nimi byl i známý básník Gabriele D'Annunzio, který ji navštívil v atelieru. Spojovala i realitu s fantazií, když malovala slavné italské zahrady a v ateliéru je doplňovala lidmi v oděvech z 18. století. Vysvětlovala to potřebou snění a úniku. Stačilo jí jen pár tahů štětcem a evokovala lidi, domy. Žila jen pro malování. Její obrazy jsou v paláci Ca’ Rezzonico v Benátkách.
Benátským malířkám patří mnoho prvenství. V renesanci patřily k prvním malířkám V Evropě (Irene di Spilimbergo, La Tintoretta), dokázaly vytvářet velké figurální kompozice náboženských motivů (Irene di Spilimbergo, Lama, Lazzarini), Carriera jako první malovala pastelem mistrovské portréty, zvládly i tradiční benátské veduty. Ve velké konkurenci mužských malířů obstály.